# Коджа Синан-паша
Коджа́ Сина́н-паша́ (алб. Sinan Pasha Topojani, тур. Koca Sinan Paşa; до 1520 (около 1516 года или около 1506 года), Албания, Османская империя — 1596, Стамбул, там же) — османский государственный деятель,
военачальник. Командующий в кампаниях по покорению Йемена и Туниса, получивший звания «покоритель Йемена» и «покоритель Туниса». Сардар в персидской и венгерской кампаниях. По приказу Синана-паши были сожжены мощи святого Саввы Сербского. Необдуманное руководство Коджи Синана-паши привело к большим потерям в битве при Кэлугэрени и практически полному уничтожению корпуса акынджи под Джурджу, после которого он так и не восстановился. Пять раз был великим визирем Османской империи (1580—1582, 1589—1591, 1593—1595, 1595, 1595—1596). До XIX века только два человека по пять раз занимали этот пост: Коджа Синан-паша и Херсекли Ахмед-паша. Самый богатый из великих визирей Османской империи.

## Биография

### Происхождение
Точная дата рождения будущего великого визиря неизвестна, принята версия, что он родился до 1520 года в Албании. Точное место рождения Синана тоже неизвестно, в качестве родины Синана-паши называются Тропоя или Люмё в районе города Кукес, или же Дельвина. Селаники Мустафа-эфенди, младший современник Синана-паши, историк, писал, что Синан-паша умер в возрасте восьмидесяти лет в 1596 году. Исходя из даты смерти и примерного возраста на момент смерти, то можно приблизительно датировать рождение Синана 1516 годом. Сюрейя же писал, что Синан-паша умер в возрасте более девяноста лет, и тогда год рождения ещё более ранний — около 1506 года.
Отцом Синана был крестьянин с мусульманским именем Али, однако считается, что Синан был христианином и принял ислам, попав по девширме в дворцовую школу чиновников Эндерун. Возможно, что в Стамбуле Синан оказался по приглашению брата, Айяса-паши, который и устроил его во дворец.

### Начальные годы. «Покоритель Йемена»
Первая известная должность Синана после выхода из Эндеруна — чашнигирбашы (начальник кухни, главный повар) во время правления Сулеймана I. Он получил её благодаря брату.
Затем Синан последовательно служил санджакбеем в Малатье, Кастамону, Газе, Наблусе, Эрзуруме (июль 1564) и Алеппо (октябрь 1565). В последней кампании Сулеймана — осаде Сигетвара в 1566 году — Синан принимал участие уже в должности бейлербея Алеппо, а 26 декабря 1567 в первый раз занял пост бейлербея Египта. В 1567 году до Йемена дошла весть о смерти Сулеймана. Имам зейдитов аль-Муттахар поднял мятеж с намерением стать независимым, и в 1568 году войска под командованием Лала Мустафы-паши, назначенного сардаром, подошли к Йемену. В Стамбуле остался великий визирь Соколлу Мехмед-паша, не испытывавший к Лала Мустафе-паше симпатий. Снабжение экспедиции было поручено Синану-паше как бейлербею Египта. Расплывчатые инструкции из дивана Лала Мустафа интерпретировал так, что ему позволено брать из казны в Каире всё необходимое для кампании, что Синан-паша счёл нарушением своих прав. Между двумя вельможами возник конфликт, сопровождавшийся жалобами и доносами в Стамбул. Коджа Синан-паша обвинил Лала Мустафу в отсрочке кампании, неповиновении султану и в попытке отравления. Якобы, Лала Мустафа организовал заговор, чтобы отравить Синана и дать Египту своему сыну, Мехмеду-бею, который через свою мать был правнуком последнего мамлюкского султана, Кансуха аль Гаури. Кроме того, Синан утверждал, что Лала Мустафа-паша просил дополнительных войск чтобы сделать себя независимым правителем Йемена. Синан обвинял сардара в оскорблении дочерей султана, которые были замужем за везирями. Судя по тому, что в 1569 году Лала Мустафа-паша был отозван обратно в Стамбул, а сардаром в экспедиции стал Синан-паша, донесения Синана-паши были признаны более достоверными.

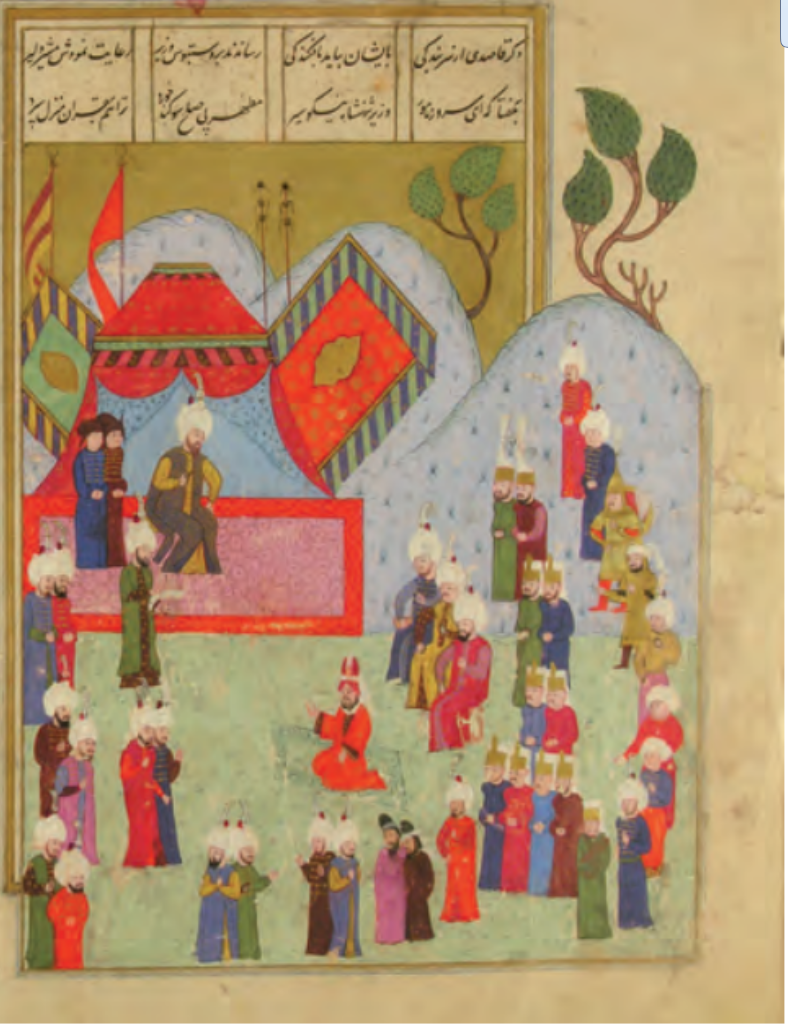
Посол Аль-Мутахара просит мира у Синана-паши.
Шехнаме-и Селим хан,
TSM, A3595, fol. 91b

Синан-паша выдвинулся из Мекки к Йемену, разбил силы аль-Мухатара у Таиза; цитадель Таиза, крепость аль-Кахирах, капитулировала. После долгих приготовлений был взят Аден, и Синан-паша назначил губернатором города своего племянника. После этого Синан-паша пошёл с армией к Джибле, захватил крепости аль-Такар, Бахранах, Бадан, Хадид, аль-Хубайш, покорил Ибб. Оттуда он направился к Сане. Синан-паша разбил лагерь у Каукабана и Тулы. Аль-Мутахар несколько раз устраивал набеги на лагерь, но каждый раз терпел поражение. В одном из набегов погиб его сын. Синан-паша, между тем, предпринял две неудачные попытки взять Бейт Изз. После нескольких месяцев стычек, наступлений и отступлений, аль-Мутаххар запросил мира, и Синан-паша согласился. Он вернулся в Сану, встретил там назначенного губернатором Бехрама-пашу, помог ему с покорением крепости Хабб, и направился в Мекку, а затем в Медину.
В 1571 году Синан-паша вернулся в Каир с прозвищем «Покоритель Йемена» и опять занял должность бейлербея Египта. Вскоре Синан-паша получил титул визиря.

### «Покоритель Туниса»
Османская миниатюра Шехнаме-и Селим хан, TSM, A3595
Первоначально Тунис был завоеван османами под руководством Хайреддина Барбароссы ещё в 1534 году. Однако уже через год император Священной Римской империи Карл V организовал крупную экспедицию и отбил Тунис, оставив в нём гарнизон и вассального хафсидского правителя. В 1574 году Вильгельм I Оранский и Карл IX через своего посла Франсуа де Ноая, попытались договориться с Селимом II, об открытии нового фронта против испанского короля Филиппа II. Селим послал в Тунис большой флот осенью 1574 года, таким образом преуспев в уменьшении испанского давления на голландцев. Османский флот состоял из почти трёхсот боевых кораблей, и нёс армию из 75 000 человек. Под командованием Улудж Али флот вышел из Стамбула 13 мая 1574 года, сухопутными войсками командовал Синан-паша. Войска Улудж-Али и Синана-паши объединились с войсками бейлербея Алжира, что дало совокупную численность около 100 000 человек. 12 июля огромная османская армия напала на Тунис и Ла Гулету ; 24 августа 1574 года Ла Гулета пала. Последние христианские войска в Новом форте Туниса сдались 13 сентября 1574 года. Хуан Австрийский пытался снять осаду с флотом галер из Неаполя и Сицилии, но из-за бурь он не смог прибыть вовремя. Испания, воюя в Нидерландах, не могла оказать существенной помощи. В этих событиях в качестве солдата участвовал Сервантес, он был среди войск дона Хуана Австрийского, которые пытались спасти город. Сервантес утверждал, что османы совершили 22 нападения на форт Туниса, потеряв 25 000 человек, в то время как выжило только 300 христиан. Эта победа принесла Синану-паше прозвище «покоритель Туниса» и пост четвёртого визиря.

### Назначение на пост великого визиря

#### Первый визират
«Год 986 (1578-79)
За год они пустили на ветер уничтожения сокровища и богатства, собранные шахом Тахмасбом за 53 года. В иранской державе началась смута».
В 1576 году умер шах Тахмасп I, его наследники не отличались ни умом, ни талантами. Этот период описан современником и очевидцем, Шараф-ханом, жившим в это время в Персии. Через два года Мурад III решил, что это подходящее время для возобновления военных действий. Великий визирь Соколлу Мустафа-паша был против, но влияние его уже было совсем мало. Руководство кампанией было возложено на третьего визиря Лалу Мустафу-пашу, который взял Тифлис и Ереван. После убийства Соколлу 11 октября 1579 года великим визирем стал второй визирь Семиз Ахмед-паша, Лала Мустафа-паша стал вторым визирем, а Коджа Синан паша — третьим.
Шараф-хан писал: «Год 988 (1580-81). Когда до славного слуха султана Мурад-хана дошли известия о захвате кызылбашами Ширванского вилайета, о бегстве Усман-паши в Дамур-Капу, о захвате [в плен] Адил-Гирея татар[ского], он сместил Мустафа-пашу с поста сардара и передал ту высокую должность третьему везиру — Синан-паше». Мустафа-паша был отозван в Стамбул, а сардаром (командующим армии) был назначен Синан-паша. Семиз Ахмед-паша умер в апреле 1580 года и на три месяца пост великого визиря занял Лала Мустафа-паша. Когда он умер в августе, пришла очередь Синана-паши.
В начале 1581 года в Эрзурум к Синану-паше прибыли Шах-Кули-султан и Максуд-ага — посланцы от Мухаммада Худабенде с предложением перемирия. «Иранцы поняли, что им с османами не справиться. Поэтому они пожелали заключить перемирие на условиях сохранения границ, определённых в правление султана Сулейман-хана. С этой целью они послали к сардару своего посла по имени Максуд-хан». Синан-паша согласился и отбыл в Стамбул, а из Персии прибыл посол — Ибрагим-хан с дарами. Однако перемирие на старых условиях не входило в планы султана Мурада III. «Султан Мурад-хан на перемирие не согласился, сместил Синан-пашу с поста великого везира и сардара победоносных армий, а Ибрахим-бека держал в заточении». 6 декабря 1582 года Синан-паша был смещён и послан в ссылку в Малкару.

#### Второй и третий сроки
В своём поместье в Малкаре Синан-паша провёл четыре года. Всё это время он неустанно слал подарки и взятки в гарем султана, что принесло плоды. В конце 1586 года Синан-паша получил назначение бейлербеем в Дамаск.

В 1588 (или 1589) году был назначен великим визирем во второй раз.Из-за восстание янычаров 1591 года 1 августа он был снят с должности. Сменил его на посту великого визиря Ферхад-паша. После 18 месяцев ссылки Синана-паши Ферхад-паша был понижен в должности до второго визиря. 28 января 1593 года Синан-паша вернулся в Стамбул и в третий раз был назначен великим визирем. 

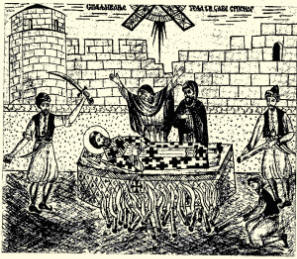
Сожжение мощей Саввы

Летом того же года получил пост сардара (командующего армией) в Венгрии и, лично возглавив армию, осадил Сисак, затем основные силы в октябре атаковали Веспрем и Варпалота. В наказание за то, что сербы оказывали поддержку войскам Священной Римской империи, Синан-паша приказал изъять из Монастыря Милешева мощи святого Саввы Сербского и перевезти их в Белград. 27 апреля 1594 мощи были сожжены. С марта до сентября 1594 года Эстергом пережил несколько осад и переходил из рук в руки. 29 сентября Эстергомский габсбургский гарнизон капитулировал, получив гарантии свободного выхода. Победителям досталась богатая добыча в виде продовольственных запасов и вооружения. После этого Коджа Синан-паша осадил Комарно. Комарно устоял, благодаря стенам и укреплениям, Синан-паша не смог его захватить, но, согласно Шараф-хану, возвращался в Стамбул он с триумфом. По возвращении он получил собственноручно написанное султаном письмо, почётную одежду, саблю и плюмаж.
В этом походе, как пишет Шараф-хан, поведение Синан-паши спровоцировало «вражду и неприязнь» с татарским ханом Газы II Гераем.

Год 1002 (1593-94)
Во время завоевания крепости Коморн и возведения плавучего моста через реку Дунай именно татары разбили и разгромили лагерь неверных. В том походе они оказали достойные похвалы услуги. Так, после того как Трансильвания была татарами разорена и ограблена, в лагерь обежавшей мир [армии] поступило много провианта, и победоносные войска проживали в полном довольстве и благополучии. За такую услугу от сардара ждали милостей, а Синан-паша положил заслуги татарского хана в нишу забвения. Более того, всевозможные заслуги и проявленную ими доблесть он приписал своему сыну амир ал-умара' Румелии Мухаммад-паше.

Гази-Гирей-хану тоже об этом стало известно. С несколькими вельможами он изъяснил преступное-и нерадивое [отношение] сардара к государственным делам. Синан-пашу сместили с должности везира и сардара, пост везира и сардара препоручили Фархад-паше.— Шараф-наме
В январе 1595 года умер Мурад III, и, несмотря на победы, одержанные Синаном-пашой в ходе боевых действий, пришедший к власти Мехмед III снял его с поста великого визиря и опять отправил в ссылку в Малкару.

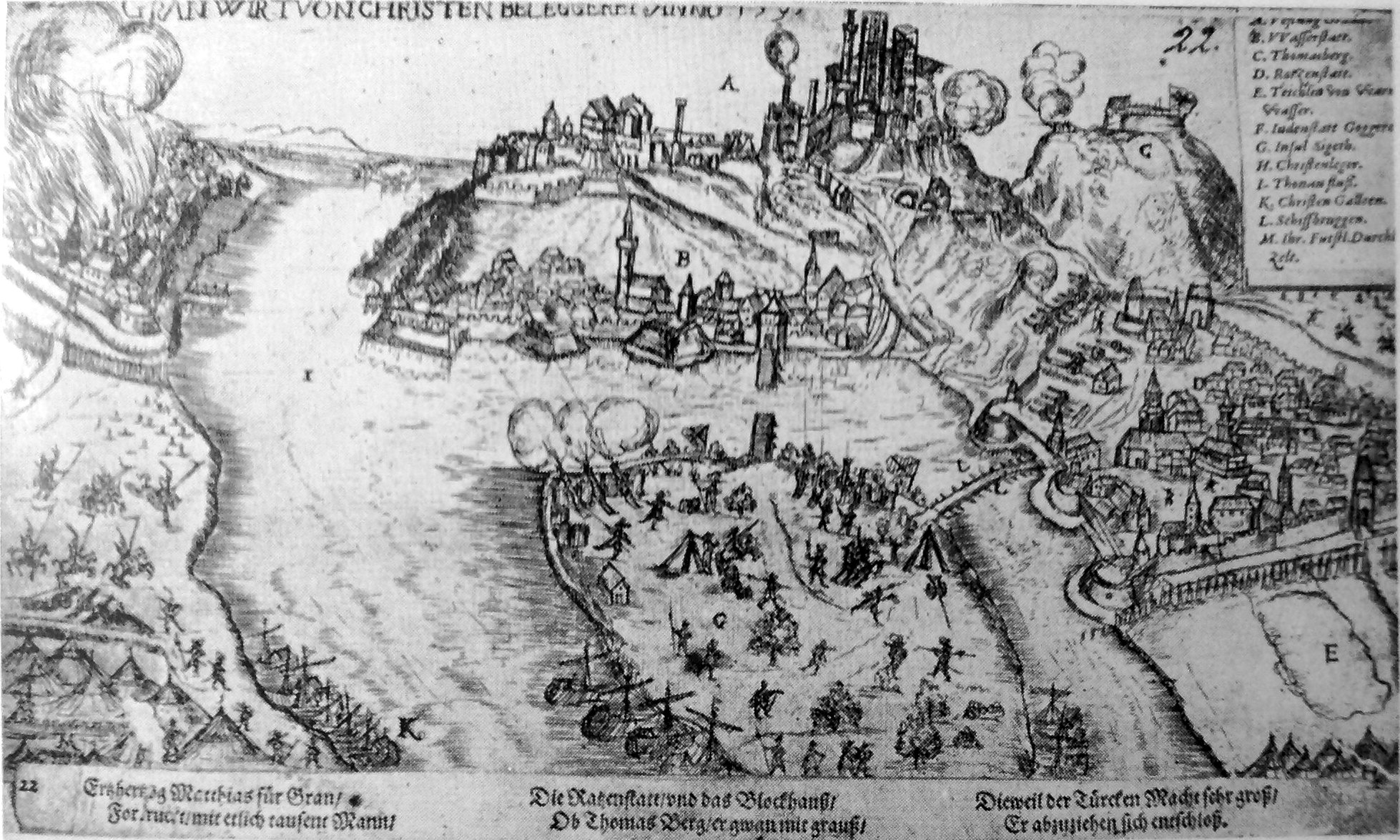
Взятие фон Мансфельдом Эстергома

#### Четвёртый и пятый сроки

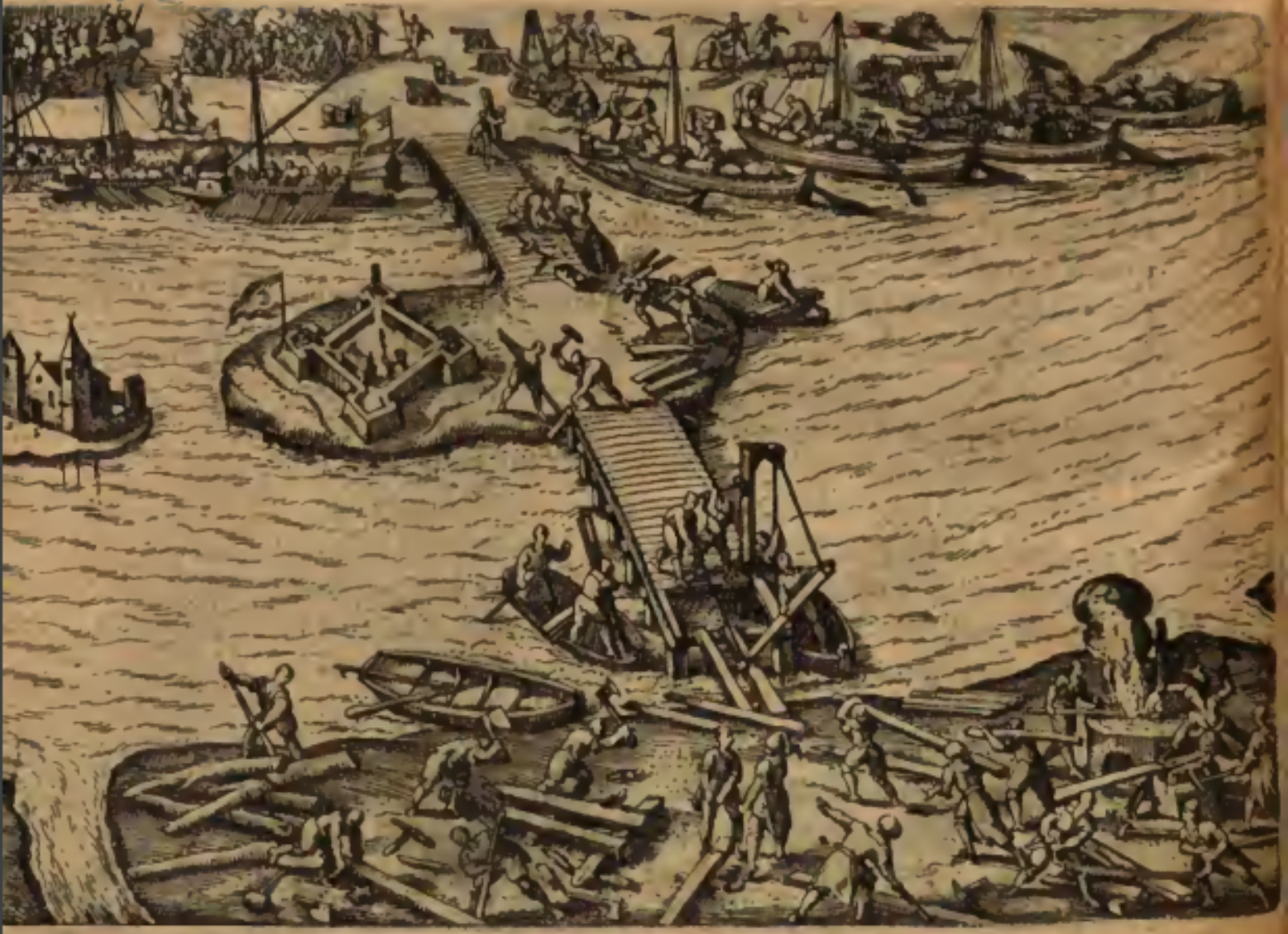
Построение моста в Джурджу

Третий раз после Синана-паши на его место был назначен его родственник и соперник Ферхат-паша. Однако он, по словам Шараф-хана, «очень себя обязанностями сардара не утруждал». Следствием этого стало нападение в 1595 году армии Габсбургов во главе с фон Мансфельдом. Мансфельд взял Эстергом, Вишеград, некоторые стратегические крепости на Дунае. Кроме того, Ферхат-паша восстановил против себя янычаров и сипахов, неосторожно оскорбив их и их жён. Этим воспользовались его противники, Ибрагим-паша сказал султану, что янычары не уважают и ненавидят Ферхата-пашу, и не желают ему подчиняться. Помимо всех обвинений, недруги Ферхада-паши добавили и сговор с Михаем. В итоге Ферхат-паша продержался на посту меньше пяти месяцев, и уже 17 июля 1595 года Синан-паша был возвращен из ссылки и в четвёртый раз стал великим визирем. Ещё при визирате Ферхата-паши было принято решение о построении деревянного моста через Дунай. 23 августа войска закончили построение моста в Джурджу, и Синан-паша повёл их в Бухарест.

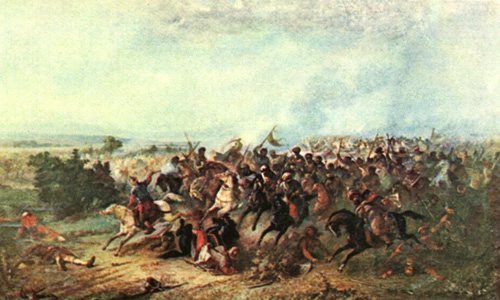
Теодор Аман, Битва при Кэлугерени

Правители трёх дунайских княжеств (Валахии, Трансильвании и Молдовы), по словам Хаммера, «решили втроём впрячься вместе, чтобы сбросить османское ярмо». Они присоединились к антиосманскому союзу, который создала Австрия. С большими трудностями, но соглашение было достигнуто. Командуя войском, сильно уступавшим османскому по численности, валашский господарь Михай Храбрый не решался допустить столкновения с противником на равнине. Ему удалось заманить Синана-пашу в болотистую местность и 23 августа 1595 года состоялась Битва при Кэлугэрени. Османской армией руководили Синан-паша и его сын. Османские войска понесли ощутимые потери, по словам историков исчислявшиеся десятками тысяч; несколько крупных чиновников (пашей и санджакбеев), бывших под началом Синана-паши, погибли. Синан-паша упал или был сбит с лошади и выбил два зуба. Михай одержал тактическую победу, однако был вынужден уйти с поля боя после его окончания из-за количественного превосходства османов. Синан-паша решил не преследовать отступающую армию Михая, а захватить отвоёванные Михаем Тырговиште и Бухарест.

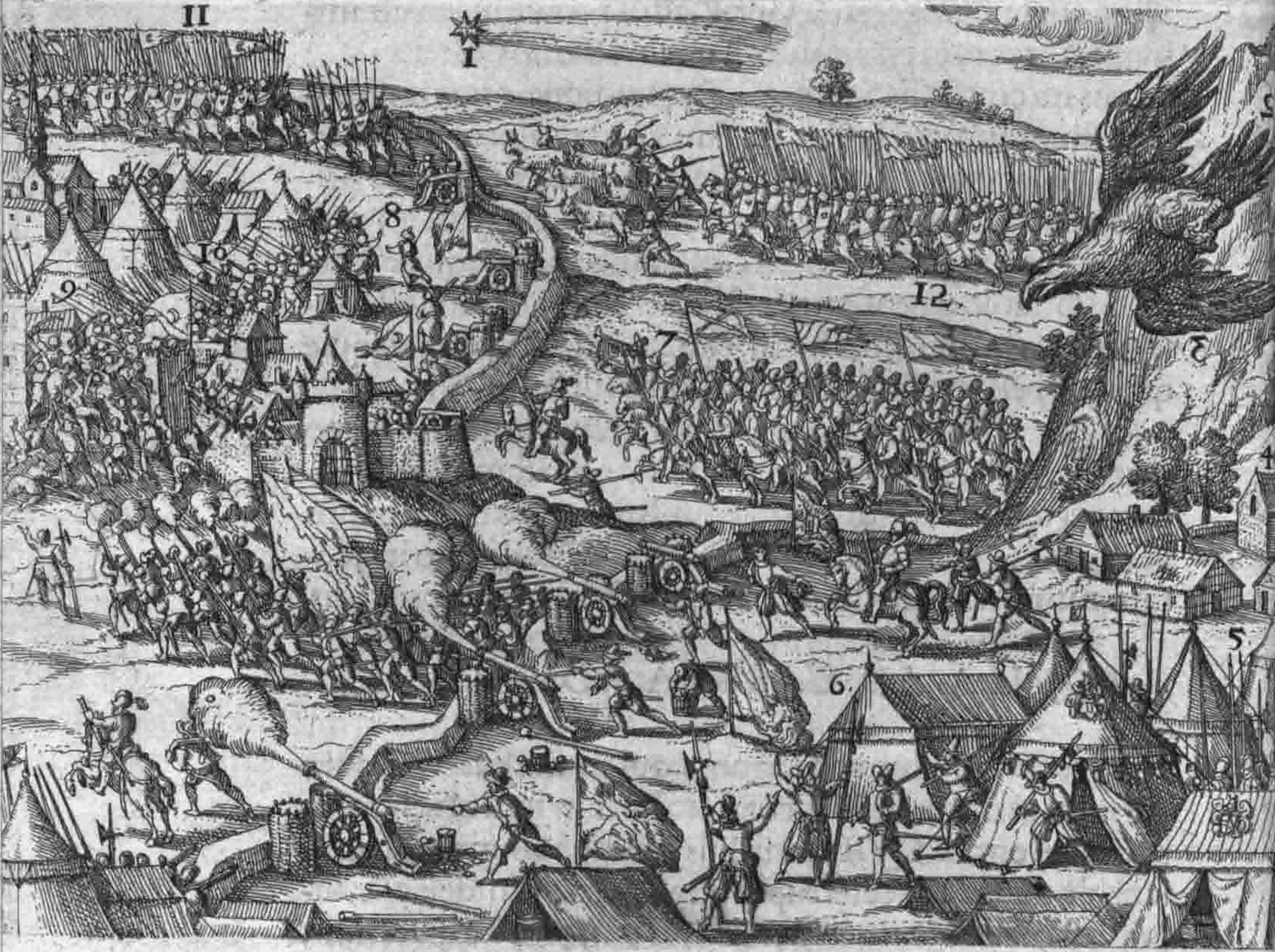
Битва при Тырговиште.
1. Новая комета, появляющаяся в ясном небе.
2. Скала, называемая в народе Царским камнем (Кёнигштайн), с которой слетел орёл.
3.Орёл, превосходящий в силе и мощи.
4. Деревня, которая ранее находилась в Валахии.
5. Лагерь князя Трансильвании.
6. Его палатки.
7. Войско Трансильвании.
8. Город и крепость Тырговиште.
9. Воины Трансильвании атакуют Тырговиште.
10. Палатки и лагерь Синан-паши.
11. Синан-паша поспешно отступает от Тырговиште.
12. Четыре тысячи турок гонят добычу; возвращающиеся с многочисленными добытыми стадами, украденными за Альпами, они полагали вернуться к своему Синан-паше; но попав в Трансильванию, все до одного погибли.

Два месяца Михай с войском скрывался в горах, ожидая союзников. Через два месяца к Михаю подошли Жигмонд Батори, князь Трансильвании, и Арон Тиран, правитель Молдовы. Их совместное контрнаступление застало Синана-пашу и Мехмеда-пашу врасплох, когда 5/15 октября они появились у Тырговиште. Вокруг боя у Тырговиште возникли различные легенды. Неизвестно, есть ли под ними реальная основа. Утверждалось, что над лагерем османов 5 октября появилась «комета», светившая около двух часов, а к лагерю Михая слетел с горы орёл. После трёхдневной осады, 8/18 октября, когда крепость была уже охвачена огнём, Синан-паша отступил к Бухаресту. 9/19 октября 3500 османских защитников Тырговиште, оставленных в крепости Синаном, были замучены Михаем.
К тому времени Османская армия прибыла в Джурджу. В арьергарде армии, прикрывая её, двигался корпус лёгкой кавалерии — акынджи. Планировалось перейти Дунай, акынджи должны были перейти мост последними. В этой кампании было захвачено большое количество добычи. Перед мостом стояли сборщики налогов, которые требовали с каждого проходившего положенные султанской казне 20 %, это сильно затруднило движение. Синан-паша проигнорировал сообщение, что Михай с армии, состоящей из 70 000 человек близко, проигнорировал он и предупреждение, что движение войск, обременённых добычей, по узкому мосту сильно замедлено. Михай со своими силами не приближался, пока османская армия не пересекла мост. Когда осталось перейти только акынджи, Синан услышал звук выстрелов пушек Михая. С запозданием Синан-паша приказал прекратить запись добычи, но было поздно. Несколько залпов по деревянному мосту привели к его разрушению. В Дунае утонули тысячи акакынджи (14/24 октября 1595 г.).

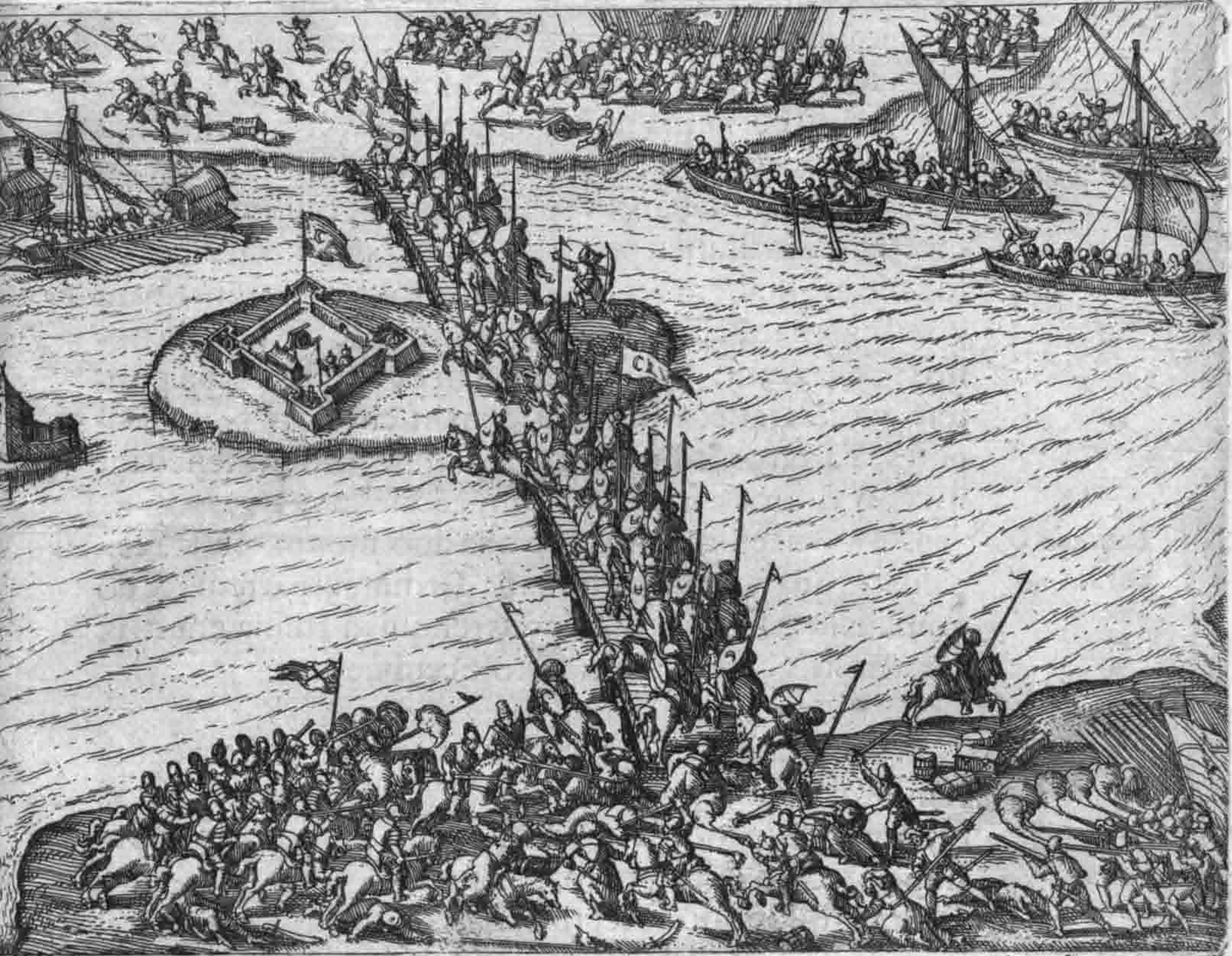
Битва при Джурджу

Несколько тысяч акынджи, которые остались на том берегу реки, были изрублены солдатами Михая. По словам Хаммера, большинство акынджи были убиты там, и корпус так и не восстановился после этого события. 27 октября Михай вырезал гарнизон Джурджу. Историки того времени называют Синана-пашу единственным, ответственным за гибель корпуса акынджи. В начале похода было зарегистрировано 50000 акынджи, после «инцидента у моста в Джурджу» их количество никогда уже не превышало 2—3 тысячи.
После неудачной осады Эстергома Синан-паша был опять снят с поста 19 ноября 1595 года. «Синан-паша, будучи сардаром, тоже ничего не добился, был кафирами разбит и обращен в бегство. Его тоже с поста везира и сардара сместили». 12 дней спустя 1 декабря, в связи со смертью его преемника, Лала Мехмеда-паши, Синан-паша стал великим визирем в пятый и последний раз. Мехмед III поручил Синану-паше подготовить поход в Австрию. Вскоре Синан-паша заболел и не смог посещать диван, а через несколько дней, 3 апреля 1596 года, он скончался.

## Семья
Синан-паша был женат на внучке (по материнской линии) Селима I, которую звали, предположительно, Айше Ханым-султан (умерла между 3 апреля 1596 и июнем 1597 года), от этого брака были дочь Эмине-хатун и сын Мехмед-паша.
Сын Синан-паши, Синанпашазаде Качаникли Мехмед-паша, во время второго визирата отца был агой янычар, в 1592 году стал бейлербеем Румелии. В 1593 году Мехмед-паша упоминается в должности вали Дамаска и визиря.
Визират Коджи Синана был прерван в том числе и потому, что он назначил сына сердаром кампании в Венгрии. В 1595 г. Матвей Габсбург овладел Граном (стратегически важной крепостью на Дунае), и Мехмед-паша с Синаном-пашой попали в немилость. Мехмед был снят с поста бейлербея Румелии, этот пост занял сын Соколлу Мехмеда-паши.
В 1596 году (а может быть, и после) Мехмед-паша находился на постах вали Коньи и Дамаска. Он был направлен на подавление восстания Кара Языджи и Дели-Хасана. Хусейн-паша — присоединившийся к восстанию , возможно, был родственником Синана-паши и Мехмеда-паши.
После восстания Кара Языджи данные о деятельности Мехмеда отсутствуют. Некоторые историки считают, что он умер в 1605 году. Однако сейчас установлено, что это произошло не раньше 1608 года.
Есть упоминания, что Мехмед-паша был женат на дочери или внучке султана. Вера Мутафчиева пишет, что женой Мехмеда-паши была «Джемалие — одна из сестер Селима II». Алдерсон называет его в качестве второго мужа Гевхерхан-султан, дочери Селима II и вдовы Пияле-паши, однако её вторым мужем был Джеррах Мехмед-паша. Хаммер пишет, что его женой была «султана» (дочь или внучка султана), не конкретизируя.
Синан-паша имел двух братьев:
- Аяс-паша, старший, который принял Синана в Стамбуле. Сюрейя пишет о нём: «Аяс-паша Албанец. После Эндеруна бейлербей. В 1545 году был бейлербеем Багдада во время похода на Басру и получил должность визиря. В 1549 году был бейлербеем Диярбакыра. Во время бунта шехзаде Баязида (1558) был бейлербеем Эрзерума. Уволен после подавления бунта принца. Умер в 1559/60 годах. Сыновья Махмуд-паша и Мустафа-паша. Брат — Коджа Синан-паша»[3]. Но есть сведения, что Аяс-паша был казнён в 1558 году, а Синан-паша винил в смерти брата Лалу Мустафу-пашу[1].

У Аяса-паши было два сына, Мустафа-паша и Махмут-паша. Махмуд был назначен Синаном в 1590 году бейлербеем Шехризора. Потом Махмуд был губернатором Коньи. Умер в 1590 году. Мустафа сопровождал Синана в войне в Валахии. Погиб в 1597/98 годах.
- Хуссейн-бей.

## Личность
Синан-паша был смелым, сообразительным, упрямым; в личном общении был суровым и надменным.
Печеви обвиняет его в коррупции: «я до конца тысячелетия никогда не встречал людей, которые получали бы взятки взамен тимара, кроме как Коджи Потура, известного как Коджа Синан-паша». И продолжает: «край превратился в развалины, людям пришлось есть падаль и пало много народу. Причиной тому был покойный садразам Коджа Синан-паша. Вообще-то и он был газием и за ним немало заслуг. Это был скромный повидавший жизнь старец, некогда сердар в походах на Египет и Халкулвад. Но его своевольная натура, а также тщеславие его сына стали препятствием его служению вере и государству. Самое большое упущение с его стороны это было пренебрежение дисциплиной в армии. <..> татарам он позволил чинить произвол: они разграбили все мадьярские земли и пленили население. <..> Из-за того что райя были полностью разграблены, край этот охватил голод и поднял на ноги народ Эрделя, Богдана и Эфляка».
Синан-паша был очень богатым человеком — он оставил после себя одно из самых больших состояний, известных в османской империи. Хассы и тимары Синан-паши приносили ему около 2,25 миллиона акче за год (а был ещё доход от личных имений). Пенсия во времена ссылок составляла в 300 тысяч акче в год. Синан-паша оставил наличными 600 тысяч дукатов золотом и 29 миллионов акче серебром (весь доход империи в конце XVI века оценивается в 10 миллионов дукатов в год).

## Комментарии
1. ↑  Его часто путают с великим визирем Айясом-пашой, хотя это другой человек[3].
2. ↑  Он исполнял обязанности великого визиря, однако так и не был возведён в должность.
3. ↑  Судьба Ферхата-паши была печальна. При снятии с поста от своих друзей он получил известие, что к нему султаном посланы палачи, и он бежал[33], прибыл в Стамбул и явился к валиде, Сафие-султан, которая его поддерживала. С её помощью он надеялся переиграть соперников, но  Юсуф Синан-паша умело сыграл на тщеславии молодого Мехмеда III, намекнув ему, что его мать считает себя правительницей и отменяет его приказы[37]. В итоге Ферхат-паша был схвачен и казнён[33] 17 августа 1595 года[36].
4. ↑  В оригинале: 
I Cometa nouus cœlo ſereno apparens.

II Rupes populariter Lapis regius (Der Königſtein) dicta, de qua ſe Aquila volatu demiſit.

III. Aquila viribus & mole corporis præcellens.
IV. Pagus qui primus in Valaquia occurrit.
V. Caſtra Principis Tranſyluani.
VI. Tentorium eiuſdem.
VII. Exercitus Tranſyluani.
VIII. Vrbs & arx Tergouiſta.
IX. Milites Tranſyluani expugnant Tergouiſtam.
X. Sinanis Baſſæ tentorium & caſtra.
XI. Sinan Baſſa ſua fuga deferens Tergouiſtam contendit.

XII. Quatuor millia Turcarum, qui prædatum exierant, reuersi cum præda armentorum numeroſiſſima, ex Tranſalpina abactorum, ſe ad Sinanum ſuum redire putant; sed in Tranſyluanum incidentes ad vnum omnes pereunt.
5. ↑  По юлианскому и григорианскому календарям.
6. ↑  1000 год хиджры — это  год.
7. ↑  Потур, потурченец- отуречившийся. Вступивший в турецкое войско и перешедший в ислам